# Lee Shau-kee
Pour les articles homonymes, voir Lee et Li.
Dans ce nom chinois, le nom de famille, Lee , précède le nom personnel.
Lee Shau-kee (en chinois : 李兆基), né le 20 février 1928 à Shunde (Guangdong) et mort le 17 mars 2025 à Central and Western (Hong Kong), est un milliardaire et philanthrope hongkongais connu comme magnat de l'immobilier. 

## Biographie

### Affaires
Propriétaire majoritaire du conglomérat Henderson Land Development, Lee Shau-kee a des intérêts dans l'immobilier, les hôtels, les restaurants et les services Internet.
Sa fortune personnelle est estimée à 31,5 milliards $, ce qui fait de lui le deuxième homme le plus riche de Hong Kong, et le 27e du monde. Avant la rétrocession de Hong Kong à la Chine en 1997, il était le 4e homme le plus riche du monde.
Depuis 2006, Lee Shau-kee accumule des bénéfices substantiels de ses avoirs d'actions de Chine continentale. Ce retour sur investissement lui vaut les surnoms de « Warren Buffett de Hong Kong » (香港巴菲特) et de « Maître du boursicotage d'Asie » (亞洲股神). Il est également connu sous le nom d'« Oncle Quatre », étant l'un des très rares multimilliardaires au monde à être le quatrième enfant de ses parents.
En 2019 à 91 ans, il démissionne de ses fonctions de président et directeur général de la société, au profit de deux de ses fils, Peter et Martin Lee, tout en conservant un rôle de directeur exécutif.

#### Fonctions
- Fondateur, ancien président et directeur général de Henderson Land Development
- Ex-président de Hong Kong and China Gas
- Ex-président de Miramar Hotel and Investment (en)
- Vice-président et administrateur non exécutif indépendant de Sun Hung Kai Properties
- Membre du conseil d'administration de Hongkong and Yaumati Ferry (en) et de Bank of East Asia
- Nommé dans le cadre du consortium de Peter Storrie (en) pour acquérir le Portsmouth Football Club[6].

### Philanthropie
Lee Shau-kee est l'un des principaux soutiens financiers de la HKICC Lee Shau Kee School of Creativity, ayant fait un don de plus de 20 millions HK$ par le biais de la Fondation Lee Shau Kee.
En 2007, il fait don de 500 millions HK$ à l'université de Hong Kong et de 400 millions HK$ à l'université des sciences et technologies de Hong Kong.
En 2015, Lee offre un siège à Yuen Long à l'organisation caritative Po Leung Kuk (en) pour qu'elle développe la plus grande auberge de jeunesse de Hong Kong. Il annonce que les logements seront loués à des jeunes âgés de 18 à 30 ans à la moitié des loyers du marché.
Outre la philanthropie publique, Lee offre à son personnel de Henderson Land des cadeaux en espèces pour célébrer la naissance de quatre de ses petits-enfants, pour un montant total de 60 millions HK$ sur une période de neuf ans.
En mai 2018, il donne 100 millions HK$ à l'université Hang Seng de Hong Kong (en) pour soutenir sa stratégie de développement.

### Famille
Lee Shau-kee a cinq enfants, dont l’aîné Peter Lee Ka-kit (en) et le cadet Martin Lee Ka-shing (en), et huit petits-enfants,. Il est bouddhiste.